# Buzerant (hudební skupina)
Buzerant je česká „home metalová“ kapela založená v roce 2013. Zakladateli kapely jsou Petr Čtvrtníček (bicí) a Leoš Noha (zpěv). Dalšími členy kapely jsou Ondřej Nekuda (elektrická kytara), Martin Schneider (baskytara) a Pavel Nejedlý (klávesy). Kapela složila písně jako Hnědá je dobrá či Slzy z mý klády šedivý.

## Písně
- Slzy z mý klády šedivý
- Hnědá je dobrá
- Já jsem buzerant a přicházím k vám z české země
- Narodil se buzerant
- Deset deka
- Balíček šprcek
- Podvod Purple
- Kdyby se v kalhotách
- Hvězda na vrbě
- Málo gelu
- Something stupid
- Bylo letní porno